# بطولة أمريكا المفتوحة 1997 - الزوجي المختلط
في بطولة أمريكا المفتوحة 1997 - الزوجي المختلط فاز كل من مانون بوليجراف وريك ليتش على مرسيدس باز وبابلو البانو في المباراة النهائية بنتيجة 3–6، 7–5، 7–6 (7–3).

## التوزيع
1. ليزا ريموند /  باتريك غالبريث (نصف النهائي)
2. جيجي فرنانديز /  إليس فيريرا (ربع النهائي)
3. لاريسا نيلاند /  أندريه أولهوفسكي (ربع النهائي)
4. ناتالي توزيا /  دانييل نيستور (ربع النهائي)
5. مانون بوليجراف /  ريك ليتش (البطولة)
6. هيلينا سيكوفا /  سيريل سوك (الجولة الثانية)
7. يايوك باسوكي /  مينو أوستينغ (الجولة الثانية)
8. ريكا هيراكي /  ماهيش بوباثي (الجولة الأولى)

## المباريات

### مفتاح
- Q = متأهل Qualifier
- WC = وايلد كارد Wild Card
- LL = خاسر محظوظ Lucky Loser
- Alt = بديل Alternate
- SE = Special Exempt
- PR = تصنيف محمي Protected Ranking
- w/o = فوز سهل Walkover
- r = انسحاب Retired
- d = Defaulted
- SR = Special ranking
- ITF = ITF entry
- JE = Junior exempt

### النهائي
| النهائي |                         |   |   |    |
|         |                         |   |   |    |
|         |                         |   |   |    |
|         | مرسيدس باز بابلو البانو | 6 | 5 | 63 |
| 5       | مانون بوليجراف ريك ليتش | 3 | 7 | 7  |